# Berbera (stad)

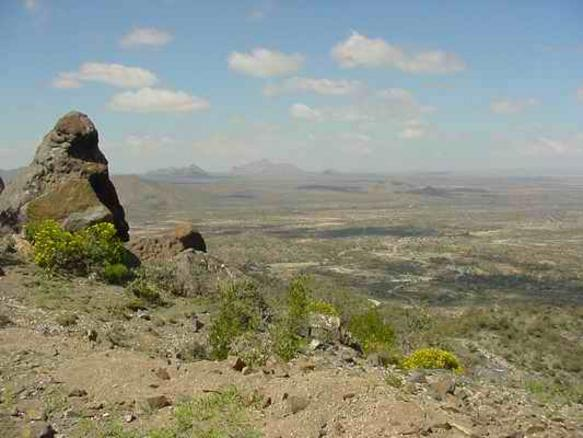
Berbera

Berbera is de grootste havenstad van Somaliland, gelegen aan de Golf van Aden. Het is de hoofdstad van de provincie Saaxil en heeft ongeveer 200.000 inwoners.
Vanuit Berbera worden schapen, Arabische gom, wierook en mirre geëxporteerd. De stad is na Zeila een van de oudste steden van Somalië en de Hoorn van Afrika. Het werd als eerste beschreven door Arabische geografen in de 13e eeuw. In 1875 werd Berbera veroverd door de Egyptenaren; doordat de Egyptenaren een conflict hadden met de Mahdi in Soedan kwam de stad in handen van de Britten en was tot 1941 de hoofdstad van Brits-Somaliland.
De stad ligt aan een strategische olieroute. Het heeft een diepe zeehaven die in 1969 is voltooid, en die tegenwoordig wordt geëxploiteerd door het havenbedrijf DP World uit de Verenigde Arabische Emiraten.